# Turuchan
Turuchan (ros. Турухан) – rzeka w Rosji, w Kraju Krasnojarskim, lewy dopływ Jeniseju.
Długość rzeki wynosi 639 km. Powierzchnia dorzecza obejmuje 35 800 km². Bierze początek ze źródła na Nizinie Zachodniosyberyjskiej i jest zasilana głównie przez opady deszczu i śniegu. Średni przepływ wody wynosi w około 371 m³/s. Rzeka jest żeglowna w dolnym biegu do 270 km od ujścia do Jeniseju, choć bywają lata mniej zasobne w opady i wtedy żegluga może być utrudniona. Zamarza w październiku lub listopadzie i lód utrzymuje się do kwietnia lub początku maja.
Wpada do Jeniseju 10 km na północ od ujścia rzeki Dolna Tunguzka, nieopodal miasta Turuchańsk.